# Werner Drechsler

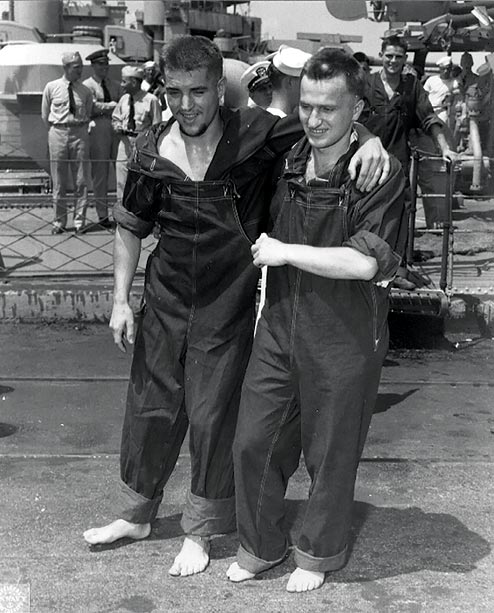
Werner Drechsler (links), gestützt von Hermann Polowzyk, verlässt die USS Osmond Ingram am 20. Juni 1943 auf der Naval Operating Base Norfolk.

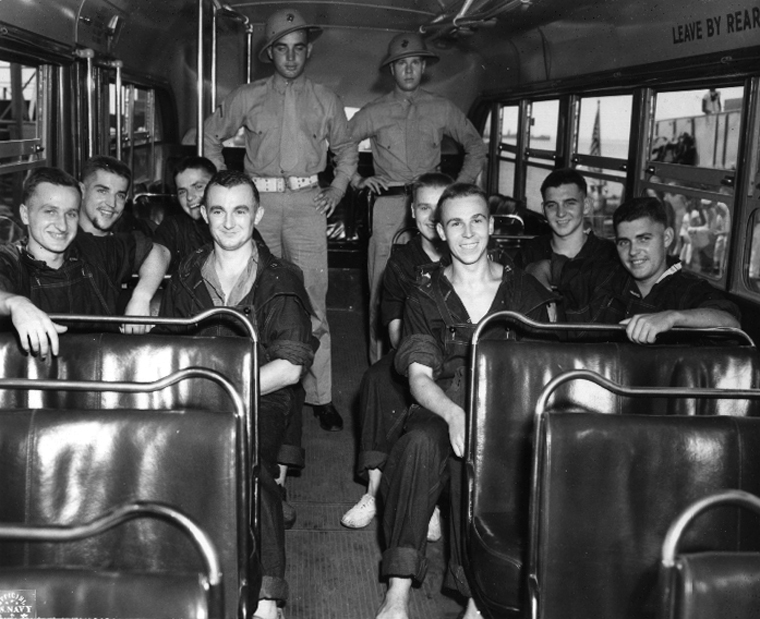
Die Gefangenen von U 118 am selben Tag in einem Bus auf dem Navy-Stützpunkt. Der zweite von links ist Werner Drechsler.

Werner Drechsler (* 17. Januar 1923 in Mühlberg (Elbe); † 12. März 1944 in Camp Papago Park, Arizona) war ein deutscher U-Boot-Fahrer (U 118) der Kriegsmarine im Zweiten Weltkrieg. Nach seiner Gefangennahme durch die US Navy vor den Azoren 1943 sammelte er bei Mitgefangenen für die US-Behörden Informationen über U-Boote und wurde am 12. März 1944 von sieben Mitgefangenen aus anderen U-Booten gelyncht. Diese wurden am 16. August 1944 zum Tode verurteilt und am 25. August 1945 in Fort Leavenworth gehängt. Die Tat wurde in der einzigen deutschsprachigen Publikation zum Thema (Paul Carell und Günter Böddeker) als Fememord bezeichnet.

## Leben und Tod
Werner Drechsler wurde in Mühlberg (Elbe) in der zum Freistaat Preußen gehörenden Provinz Brandenburg nahe der Grenze zum Freistaat Sachsen als Sohn eines Sozialdemokraten geboren und wuchs in Chemnitz im Freistaat Sachsen auf. Er hatte zwei Brüder, von denen im Zweiten Weltkrieg einer bei der Infanterie des Heeres der Wehrmacht diente, der andere bei der Kriegsmarine auf einem Minensuchboot.
Drechsler, der während des Zweiten Weltkriegs wehrpflichtig wurde, kam zur Kriegsmarine und wurde in Kiel, in der U-Boot-Schule in Gotenhafen und der Torpedoschule in Flensburg-Mürwik für den Dienst im U-Boot ausgebildet, bevor er zum U-Boot U 118 kam, das am 6. Januar 1942 in Kiel in Dienst gestellt wurde. Wegen Vereisung konnte das Boot erst am 29. März 1942 auslaufen. Während es bei den ersten zwei Feindfahrten im Atlantik zu keinem Feindkontakt kam, erlebte er bei seiner dritten Feindfahrt die Versenkung von 3 Handelsschiffen mit 57 toten Seeleuten sowie einer kanadischen Korvette mit 7 Toten. Auf dieser Feindfahrt legte das U-Boot im Februar 1943 Seeminen vor Gibraltar und Tanger.
Auf der vierten Feindfahrt wurde U 118 am 12. Juni 1943 im Mittelatlantik westlich der Kanarischen Inseln von vier Avenger und vier Wildcat-Flugzeugen des US-Geleitträgers Bogue mit Wasserbomben angegriffen, als sich Drechsler und einige Kameraden an Deck des über Wasser fahrenden U-Bootes befanden. Ein Treffer am Turm tötete den Kommandanten Werner Czygan und sämtliche Offiziere. Drechsler wurde im Nacken und am Knie verletzt und konnte nur mit Mühe schwimmen. Nach einer Stunde waren von den 59 Mann der Besatzung nur noch 17 am Leben – unter ihnen kein Offizier –, und diese wurden vom US-Kriegsschiff USS Osmond Ingram an Bord genommen, doch der Matrosenobergefreite Wilhelm Ervin starb nur wenige Minuten danach an seinen Verwundungen und wurde seebestattet. Somit waren 43 Mann der Besatzung tot und nur 16 überlebten.
Zwei schwer verwundete Gefangene wurden an Bord der Osmond Ingram operiert: Drechsler, dem vom Chirurgen ein Projektil aus dem Knie entfernt wurde, und Hans Wosnitzka. Am 20. Juni 1943 wurden die Gefangenen in Naval Station Norfolk in den USA an Land gebracht. Bei der Ankunft konnte Drechsler nur schwer gehen und wurde von seinem Kameraden Herman Polowzyk unterstützt. Drechsler und Wosnitzka kamen ins Marinekrankenhaus, während die übrigen 14 Gefangenen zum Verhör nach Fort Meade (Maryland) sowie Fort Hunt bei Alexandria (Virginia) gebracht wurden.
Mit dem Ende seines Krankenhausaufenthalts neun Tage nach Ankunft in Norfolk musste auch Drechsler nach Fort Hunt. Während seine Kameraden hier – abhängig vom Wert der ermittelten Informationen – etwa einen Tag bis mehrere Wochen verbrachten, wurde Drechsler hier sieben Monate verhört. Die verhörenden Offiziere sahen Drechsler als zuverlässigen und kooperationswilligen, wenn auch eingebildeten Antifaschisten an, dessen sozialdemokratischer Vater drei Jahre im Konzentrationslager gesessen hatte. Das Office of Naval Intelligence sah in ihm einen hohen Wert, da er das Vertrauen von Gefangenen gewinnen und so an Informationen gelangen konnte.
So wurde Drechsler in verwanzte Zellen mit anderen Gefangenen gesperrt und gab Informationen aus Gesprächen an die Behörden der US Navy weiter. Allerdings misstrauten ihm die meisten Gefangenen und sagten nichts von Belang. In Fort Hunt saß Drechsler in einer Zelle mit einem seiner späteren Mörder, Rolf Wizuy, und stellte sich diesem als „Obermaat Limmer“ vor. Wizuy, der an einer Blinddarmentzündung litt, misstraute dem freundlichen Kameraden „Limmer“. Anderen Gefangenen stellte dieser sich als „Leimi“ vor. Für die US-Behörden zeichnete er U 118 und schrieb die U-Boot-Operationen auf. Ebenso fertigte er Karten seiner Heimatstadt Chemnitz mit möglichen Angriffszielen an. Drechsler verbesserte seine Englischkenntnisse erheblich. Drechsler bat nach sieben Monaten darum, von Fort Hunt in ein Gefangenenlager mit Antifaschisten verlegt zu werden. Auch ein vernehmender Offizier drängte darauf, dass Drechsler wegen seiner Kooperationsbereitschaft niemals in ein Gefangenenlager mit anderen Gefangenen aus der Kriegsmarine, die ihn kennen und von seiner Rolle wissen könnten, geschickt werden dürfe. Dieser Ratschlag wurde später jedoch von den US-Militärbehörden ignoriert.
Die US-Marineführung beschloss, Drechsler an das für die Kriegsgefangenenlager zur dauerhaften Unterbringung zuständige Heer zu überantworten, da keine weiteren neuen wichtigen Informationen von ihm erwartet wurden, und so verließ Drechsler am 8. Januar 1944 Fort Hunt. Drechslers Wunden heilten schlecht, und er litt an Tuberkulose. Er wurde in Fort Leonard Wood (Missouri) wegen seiner Tuberkulose behandelt und war deswegen von anderen Gefangenen getrennt.
Am 4. Februar 1944 fiel die Entscheidung, Drechsler – entgegen den Warnungen von Offizieren und Drechslers Bitten – nach Camp Papago Park zu verlegen. Am Morgen des 12. März betrat er einen Zug, der Camp Papago Park um 15 Uhr erreichte. Hier strich er Mitgefangenen gegenüber heraus, wie gut die Amerikaner zu ihm gewesen seien und dass Deutschland den Krieg verlieren werde. Im Lager gab es Gefangene, die Drechsler von vorher aus der Gefangenschaft kannten und ihn als Verräter ansahen. Nach 21 Uhr, als Drechsler schon im Bett lag, drang eine Gruppe von sieben Männern in seine Baracke ein und ergriff ihn. Trotz heftiger Gegenwehr wurde er blutig geprügelt, in den Duschraum geschleppt und dort kurz vor 22 Uhr aufgehängt. Als Drechsler starb, war er noch keine sieben Stunden in Camp Papago Park.

## Die Täter
Die sieben Täter kannten Drechsler teilweise von vorher aus gemeinsamen Zellenaufenthalten, bei denen Drechsler versucht hatte, ihnen militärisch wichtige Informationen zu entlocken. Keiner von ihnen stammte jedoch vom selben U-Boot wie Werner Drechsler, U 118. Aus U 615 waren es fünf Männer: Helmut Fischer (zum Tatzeitpunkt 21 Jahre), Fritz Franke (20 Jahre), Günter Külsen (21 Jahre), Bernhard Reyak (20 Jahre) und Rolf Wizuy (22 Jahre). Die übrigen beiden waren je ein Mann von U 199, Heinrich Ludwig (25 Jahre), und von U 352 Otto Stengel (26 Jahre), der verheiratet war und Kinder hatte.
Die fünf U-Boot-Fahrer von U 615 kamen Wochen vor ihrer gemeinsamen Tat in einem Lager in Stringtown (Oklahoma) zusammen und sprachen über Drechsler, den sie bereits als Verräter einordneten. Rolf Wizuy und Heinrich Ludwig erkannten, dass die beiden von ihnen beschriebenen verdächtigen Personen mit unterschiedlichen Namen, Leimi und Limmer, ein und derselbe Mann waren – Werner Drechsler von U 118, auf den die Beschreibungen passten. Diese stimmten mit Beschreibungen durch verschiedene gefangene Seeleute und Offiziere überein, die von dieser Person zu militärischen Informationen befragt worden waren.
Zu den zunächst der Beihilfe zum Mord an Drechsler Angeklagten gehörte der Unteroffizier Friedrich Murza von U 487. Dieser wurde anfangs von den US-Behörden als kooperationsbereit eingestuft, doch weigerte er sich in Fort Hunt, Drechsler („Limmer“) etwas über technische U-Boot-Details zu erzählen.

## Das Gefangenenlager Camp Papago Park
Die Kriegsgefangenen aus den versenkten U-Booten wurden zunächst in Stringtown festgehalten. Im Januar 1944 wurde jedoch der Befehl gegeben, alle U-Boot-Gefangenen nach Camp Papago Park (Arizona) zu verlegen. Am 3. März 1944 bestimmte das US-amerikanische Kriegsministerium Camp Papago Park als Gefangenenlager für sämtliche deutschen Kriegsgefangenen aus der Kriegsmarine.
Von den U-Boot-Gefangenen, die nun in Camp Papago Park konzentriert wurden, waren die meisten mindestens bis Kriegsende loyal zum Hitlerregime. Zahlreiche dieser Gefangenen zeigten offen ihre Loyalität zu Hitler – so wurde beispielsweise aus einem Transport-LKW am 7. Februar 1945 eine selbstgemachte Hakenkreuzflagge gehängt. Sie unterhielten im Lager effektive Kommunikationsstrukturen. Offiziere und Mannschaften wurden getrennt untergebracht, doch kommunizierten sie über versteckte Zettel, das Werfen von Flaschen mit Zettelbotschaften oder auch durch Lichtzeichen mit Spiegeln. Bei den Gefangenen war insbesondere der in diesem Lager festgehaltene Kapitän zur See Jürgen Wattenberg (1900–1995) aus U 162 gefürchtet, der jede Art der Zusammenarbeit mit den Amerikanern als Hochverrat betrachtete. Eine zu erwartende harte Bestrafung nach dem Endsieg schüchterte Gefangene ebenso ein wie unmittelbare Sanktionen durch die regimetreuen Kameraden. Drechsler war der einzige Gefangene, der in Camp Papago Park ermordet wurde, doch waren andere von Prügel oder Bedrohungen betroffen, darunter auch Offiziere wie der Leutnant zur See Hermann Ritter (1891–1968) vom Wetterbeobachtungsschiff 1 Hermann und der Kapitänleutnant Hellmut Rathke von U 352.

## Der Tathergang
Als Werner Drechsler am 12. März 1944 um 15 Uhr in Camp Papago Park eintraf, wurde er von Gefangenen erkannt, die ihn aus den Zellen in Fort Hunt kannten. Rolf Wizuy von U 615 erkannte Drechsler eindeutig, und Bernhard Reyak vom selben U-Boot nahm heimlich Kontakt mit Obersteuermann Franz Hox auf und bat diesen, den Lagersprecher Kapitän zur See Jürgen Wattenberg von U 162 zu kontaktieren. Auf einem geheimen Treffen, an dem neben den späteren sieben Tätern Helmut Fischer, Fritz Franke, Guenther Kuelsen, Heinrich Ludwig, Bernhard Reyak, Rolf Wizuy und Otto Stengel auch Guenther Bleise von U 513 sowie mehrere Unteroffiziere, darunter Friedrich Murza, Siegfried Elser, Werner Reinl und Franz Hox teilnahmen, hatten mehrere Gefangene Drechsler eindeutig erkannt. Während einige Gefangene den „Heiligen Geist“ als angemessen ansahen – das Opfer maskiert verprügeln, ohne dabei die eigene Identität preiszugeben – bestanden Wizuy und andere darauf, dass Drechsler sofort sterben müsse. Hox, der Drechsler nicht kannte, weigerte sich jedoch, als Ranghöchster einen Befehl zu erteilen, und überließ die Entscheidung den Männern. Otto Stengel kündigte an, dass Drechsler die Nacht voraussichtlich nicht überleben werde. Stengel begab sich zu Drechslers Baracke und fragte nach diesem. Obwohl Drechsler anfangs Verdacht schöpfte, sprach er schließlich offen und zeigte seine Wunden als Beweis, dass er kein Verräter sei. Es kam zu einem Streit über die Hitlerregierung, deren Verantwortung für den Krieg und den Wahrheitsgehalt deutschsprachiger Zeitungen in den Gefangenenlagern. Gleichzeitig ging die Besprechung der übrigen Täter weiter. Während Murza und Elser für den Fall von Drechslers Tod schwere Sanktionen gegen alle Gefangenen fürchteten und den „Heiligen Geist“ als ausreichende Strafe für den Verräter Drechsler ansahen, da dieser nach dem Endsieg seine endgültige Strafe noch bekommen würde, bestand Wizuy darauf, dass Drechsler hängen müsse. Er argumentierte auch, dass ein nur verletzter Drechsler mit Unterstützung der Amerikaner zurückkehren und die Täter benennen würde. Fischer, Kuelsen, Franke, Reyak und Ludwig stimmten Wizuy zu, während die anderen weggingen. Um 20.30 Uhr wurde das Todesurteil für Drechsler gefällt. Die Verschwörer versuchten vergeblich, Unterstützung von Offizieren und Unteroffizieren zu erhalten, die somit die „Last“ allein ihren Soldaten überließen. Otto Stengel dagegen kehrte von Drechslers Baracke zurück und schloss sich ihnen an. Sie zogen sich Handschuhe an, drangen nach 21 Uhr in Drechslers Baracke ein und ergriffen den im Bett liegenden Drechsler. Dieser leistete Gegenwehr und biss Fischer durch den Handschuh hindurch in die Hand, doch war er gegen die sieben chancenlos, die ihn blutig prügelten und in Richtung Duschraum schleppten. Drechsler schrie, ein Jeep hielt kurz an und ein Suchscheinwerfer traf die Gruppe, die kurzzeitig auseinander stob. Trotz Drechslers Hilferufen fuhr der Jeep aber weiter. Drechsler konnte zunächst in seine Baracke zurückkehren, doch folgten die Täter ihm ungehindert nach. Sie führten Drechsler mit einer eng um den Hals geschlungenen Hundeleine in den Duschraum und hängten ihn kurz vor 22 Uhr an einem Zeltstrick an einem Dachsparren auf. Reyak passte an der Tür auf und schickte neugierige Gefangene weg. Zwei standen auf einer Bank im Duschraum und bekamen von den vier anderen das Opfer nach oben gereicht. Die Schlinge wurde um den Hals gelegt und am Dachsparren befestigt, dann die Bank umgeworfen – Drechsler war tot.
Am nächsten Morgen benutzte niemand den Duschraum. Sehr schnell wussten alle Gefangenen, dass Drechsler hier aufgehängt worden war. Die Gefangenen wurden jedoch zu Arbeit geschickt, als wäre nichts geschehen.

## Die Verhöre
Etwa 100 Gefangene wurden in den nächsten Wochen verhört. Kapitän Jürgen Wattenberg sagte den Vernehmungsoffizieren, er wisse nicht, ob Drechsler getötet worden sei oder ob er Selbstmord begangen habe. Die Bisswunde an Helmut Fischers Hand verriet diesen rasch als Mordverdächtigen. Die Gefangenen fürchteten um ihr Leben und gerieten bei ihren Aussagen rasch in Widersprüche. Während Wattenberg behauptete, er habe am Tag der Tat keinerlei Kontakt mit den Soldaten gehabt, sagte der Gefangene Oskar Meyer aus, Wattenberg habe gesagt, es gebe einige Gefangene, die nicht so dächten wie gute Soldaten und die deswegen so behandelt werden müssten, dass sie nicht mehr reden könnten. Fischer gab zu, dass er Wattenberg mit der Aussage gehört habe, dass er froh über Drechslers Tod sei und dass auch die anderen Antifaschisten gehängt werden müssten. Johann Neumair und Günther Albrecht erklärten, Wattenberg habe die Soldaten zur Tat ermuntert oder sogar den Befehl gegeben. Günther Albert wurde wegen seiner antifaschistischen Haltung aus Camp Papago Park entfernt.
Bis Ende April 1944 war der Kreis der Verdächtigen auf 16 Männer eingegrenzt, die in ein Geheimlager bei Stockton in Kalifornien gebracht wurden: Alfred Friedrich, Friedrich Murza, Siegfried Elser, Werner Reinl, Rudolf Wiemer, Herman Polowzyk, Rolf Wizuy, Otto Stengel, Helmut Fischer, Heinrich Ludwig, Guenther Kuelsen, Fritz Franke, Bernhard Reyak, Walter Newlands, Gerhard Richter und Lothar Mandelkow. Hier wurden die Gefangenen „brutal und effektiv“ verhört, wobei auch Lügendetektoren eingesetzt wurden. Als erster wurde Friedrich Murza zur Aussage gebracht, kurz darauf auch Sigfried Elser. Beide Unteroffiziere nannten die Namen der sieben Männer, die den Tod Drechslers beschlossen und die Tat auch verwirklicht hatten. Dies sollte Murza und Elser später das Leben retten. Wizuy, Fischer, Kuelsen, Franke, Reyak, Ludwig und Stengel konnten nun nicht mehr ihre Beteiligung an der Tat verneinen, gestanden also die Tat, doch jeder von ihnen hob hervor, dass sie einen Verräter in ihren Reihen gestraft hätten, es sich also um eine Kriegshandlung und um keinen Mord gehandelt habe.
Am 30. Juni 1944 berichteten Coronel Gerald L. Church, Major Francis P. Walsh und Major Herman J. Zabel, dass Werner Drechsler am Sonntag, dem 12. März 1944, um 21.30 Uhr in Camp Papago Park zu Tode gekommen sei. Er sei durch Erhängen ermordet worden von den deutschen Kriegsgefangenen Otto Stengel, Rolf Wizuy, Heinrich Ludwig, Helmut Fischer, Fritz Franke, Bernhard Reyak und Guenther Kuelsen. Die deutschen Kriegsgefangenen Sigfried Elser und Friedrich Murza hätten ihnen dabei geholfen und sie beraten, weshalb sie als Helfershelfer angeklagt werden sollten. Sie empfahlen, die Beschuldigten wegen Mordes an Werner Drechsler anzuklagen. Am 11. Juli 1944 erteilte der 9th Service Command unter Colonel John H. Wilson den Befehl, ein Militärgericht für diese Gefangenen zusammenzurufen. Die Gefangenen hätten zusammen und in Verfolgung gemeinsamer Absicht, mit bösem Vorsatz, willentlich, absichtlich, verbrecherisch und mit Vorbedacht Werner Drechsler durch Strangulierung getötet.

## Das Todesurteil des Militärgerichts
Das Verfahren vor dem Militärgericht begann am 15. August 1944 und dauerte nur zwei Tage. Am 16. August 1944 wurden Helmut Fischer, Fritz Franke, Guenther Kuelsen, Heinrich Ludwig, Bernhard Reyak, Rolf Wizuy und Otto Stengel des Mordes an Werner Drechsler für schuldig befunden und zum Tode durch Erhängen verurteilt. Einwände der Verteidigung, es habe sich um eine Kriegshandlung gegen Verräter gehandelt, wurden damit zurückgewiesen. Als Ort der Hinrichtung wurde Fort Leavenworth bestimmt. Die Verkündigung des Urteils erfolgte in Abwesenheit der Angeklagten, doch die Nachricht vom Todesurteil kam rasch bei ihnen an. Ein Revisionsausschuss befand das Urteil am 17. November 1944 für rechtmäßig.
Die Vollstreckung des Urteils sollte sich jedoch um mehr als ein Jahr verzögern. Die Reichsregierung unter Adolf Hitler wusste über das Urteil Bescheid und ließ im Gegenzug sieben US-amerikanische Kriegsgefangene zum Tode durch Erhängen verurteilen. Ziel der Deutschen war nun ein Gefangenenaustausch, zu dem es aber nicht kam. Nach der Kapitulation der Wehrmacht am 8. Mai 1945 war jegliche Gefahr einer Hinrichtung US-amerikanischer Kriegsgefangener durch die deutsche Justiz hinfällig. So wurden die sieben Verurteilten in die Todeszellen von Fort Leavenworth gebracht. Das Urteil wurde noch einmal überprüft und schließlich bestätigt, und am 3. Juni 1945 unterzeichnete der Präsident der Vereinigten Staaten, Harry S. Truman, das Urteil und setzte seine Vollstreckung auf den 25. August 1945 fest.

## Hinrichtung der sieben Täter
Das erste Mal im 20. Jahrhundert wurden sieben Verurteilte gleichzeitig hingerichtet, weshalb in Fort Leavenworth ein besonders großer Galgen für sieben Hinrichtungen errichtet werden musste.
Einen Tag vor der Hinrichtung wurden den Verurteilten in ihren Zellen die Hinrichtungsbefehle vorgelesen, und danach wurden sie vom katholischen Kaplan besucht. Am letzten Tag ihres Lebens schrieben sie Abschiedsbriefe an ihre Familien und Freunde in Deutschland sowie ihren letzten Willen auf. Schließlich erhielten sie noch religiösen Beistand vom Kaplan. Der erste Todeskandidat, Helmut Fischer, wurde gegen Mitternacht aufgerufen und verabschiedete sich durch die Gitterstäbe per Handschlag von seinen sechs Kameraden. Am 25. August 1945 kurz nach Mitternacht wurde er, gefesselt an Armen und Beinen, zum Galgen geführt und mit einer schwarzen Haube über dem Kopf gehängt. Kaum war der Gehenkte für tot erklärt, wurde der Leichnam abgeschnitten und in einen Sarg gelegt. Dies wurde nun bei allen Verurteilten wiederholt. Der letzte, Rolf Wizuy, konnte nur noch feststellen, dass keiner mehr zum Verabschieden da war. Er starb um 3 Uhr nachts. Kurz nach Sonnenaufgang wurden die Särge zum nahe gelegenen Friedhof gebracht und ohne Ehren bestattet.
Die sieben Hingerichteten sind in Military Prison Cemetery, Fort Leavenworth, Kansas in den US Disciplinary Barracks begraben. Als unehrenhaft Beerdigte sind auf ihren Grabsteinen nur der Name, der militärische Rang und das Todesdatum eingraviert. Die Gräber befinden sich in einer hinteren Reihe, abgesetzt von den übrigen Toten.